# Wilhelm Gerhard Walpers
Wilhelm Gerhard Walpers, född 26 december 1816 i Mühlhausen, Thüringen, död 18 juni 1853 i Köpenick vid Berlin, var en tysk botaniker.
Walpers utgav en serie omfångsrika uppslagsböcker över nya arter och andra framsteg inom fytografin under titeln Repertorium botanices systematicæ (sex band, 1842–1847), sedermera under titeln Annales botanices systematicæ (tre band, 1848–1853), efter Walpers död fortsatt av Carl Müller i Berlin (band 4–7, 1857–1871, omfattande 1851–66). Walpers begick självmord.
Auktorsnamnet Walp. kan användas för Wilhelm Gerhard Walpers i samband med ett vetenskapligt namn inom botaniken; se Wikipediaartiklar som länkar till auktorsnamnet.